# Smithton (Pensilvânia)
Smithton é um distrito localizado no estado norte-americano de Pensilvânia, no Condado de Westmoreland.

## Demografia
Segundo o censo norte-americano de 2000, a sua população era de 444 habitantes.
Em 2006, foi estimada uma população de 418, um decréscimo de 26 (-5.9%).

## Geografia
De acordo com o United States Census Bureau tem uma área de
0,3 km², dos quais 0,3 km² cobertos por terra e 0,0 km² cobertos por água. Smithton localiza-se a aproximadamente 273 m acima do nível do mar.

## Localidades na vizinhança
O diagrama seguinte representa as localidades num raio de 12 km ao redor de Smithton.